# Conteville (Seine-Maritime)
Pour les articles homonymes, voir Conteville.
Conteville est une commune française située dans le département de la Seine-Maritime, en région Normandie.

## Géographie

### Localisation
Conteville est un village-rue rural de plateau, situé le long de la RD 35, qui relie Londinières à Formerie et à 45 km au nord-ouest de Beauvais, 50 km au nord-est de Rouen et 50 km au sud-est de Dieppe. Il est aisément accessible depuis l'autoroute A26.
Le village est proche de la limite du département de l'Oise.
Le point culminant du département de la Seine-Maritime à 247 m d'altitude, est situé à deux endroits, sur le territoire de cette commune, le long de la route départementale 36, au camp d'Os et au moulin de Ronchois.

### Hameaux et écarts
La commune compte plusieurs hameaux : Les Défens, La Neuville-Gouvion, le Nouveau Monde, Le Campdos.
| Flamets-Frétils | Ronchois       | Haudricourt |
| Beaussault      | Conteville     | Criquiers   |
|                 | Gaillefontaine |             |

### Hydrographie
La commune est située dans le bassin Seine-Normandie. Elle n'est drainée par aucun cours d'eau,.

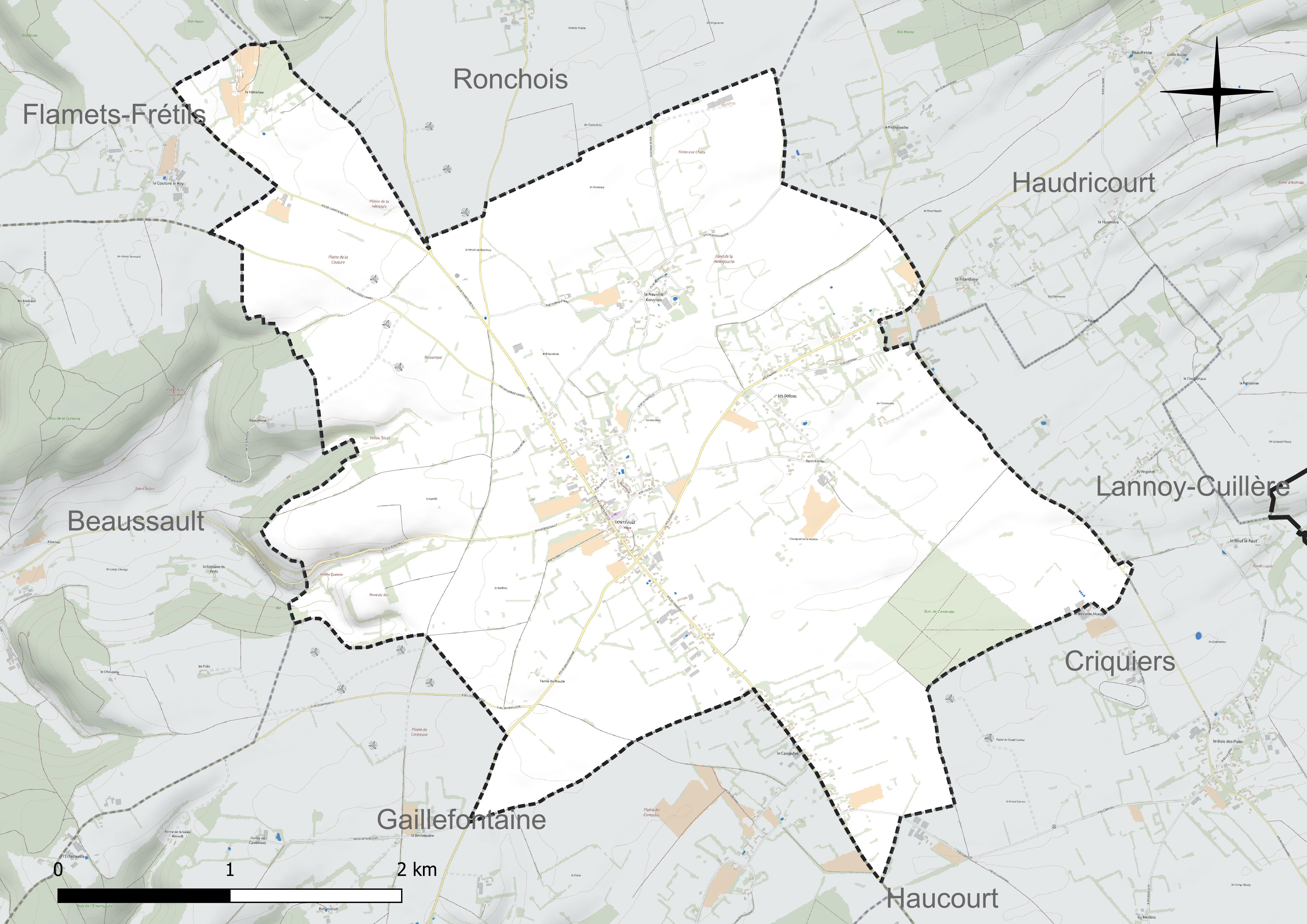
Réseau hydrographique de Conteville.

### Climat
Pour des articles plus généraux, voir Climat de la Normandie et Climat de la Seine-Maritime.
En 2010, le climat de la commune est de type climat océanique altéré, selon une étude du CNRS s'appuyant sur une série de données couvrant la période 1971-2000. En 2020, Météo-France publie une typologie des climats de la France métropolitaine dans laquelle la commune est exposée à un climat océanique et est dans la région climatique  Côtes de la Manche orientale, caractérisée par un faible ensoleillement (1 550 h/an) ; forte humidité de l’air (plus de 20 h/jour avec humidité relative > 80 % en hiver), vents forts fréquents. Parallèlement le GIEC normand, un groupe régional d’experts sur le climat, différencie quant à lui, dans une étude de 2020, trois grands types de climats pour la région Normandie, nuancés à une échelle plus fine par les facteurs géographiques locaux. La commune est, selon ce zonage, exposée à un « climat contrasté des collines », correspondant au Pays de Bray, bien arrosé et frais.
Pour la période 1971-2000, la température annuelle moyenne est de 9,8 °C, avec une amplitude thermique annuelle de 14 °C. Le cumul annuel moyen de précipitations est de 903 mm, avec 13,4 jours de précipitations en janvier et 9,2 jours en juillet. Pour la période 1991-2020, la température moyenne annuelle observée sur la station météorologique la plus proche, située sur la commune de Bouelles à 10 km à vol d'oiseau, est de 10,7 °C et le cumul annuel moyen de précipitations est de 838,4 mm,. Pour l'avenir, les paramètres climatiques de la commune estimés pour 2050 selon différents scénarios d’émission de gaz à effet de serre sont consultables sur un site dédié publié par Météo-France en novembre 2022.

## Urbanisme

### Typologie
Au 1er janvier 2024, Conteville est catégorisée commune rurale à habitat dispersé, selon la nouvelle grille communale de densité à sept niveaux définie par l'Insee en 2022.
Elle est située hors unité urbaine et hors attraction des villes,.

### Occupation des sols
L'occupation des sols de la commune, telle qu'elle ressort de la base de données européenne d’occupation biophysique des sols Corine Land Cover (CLC), est marquée par l'importance des territoires agricoles (92,3 % en 2018), une proportion sensiblement équivalente à celle de 1990 (92,4 %). La répartition détaillée en 2018 est la suivante : 
terres arables (53,8 %), prairies (38,5 %), forêts (3,9 %), zones urbanisées (3,8 %). L'évolution de l’occupation des sols de la commune et de ses infrastructures peut être observée sur les différentes représentations cartographiques du territoire : la carte de Cassini (XVIIIe siècle), la carte d'état-major (1820-1866) et les cartes ou photos aériennes de l'IGN pour la période actuelle (1950 à aujourd'hui).

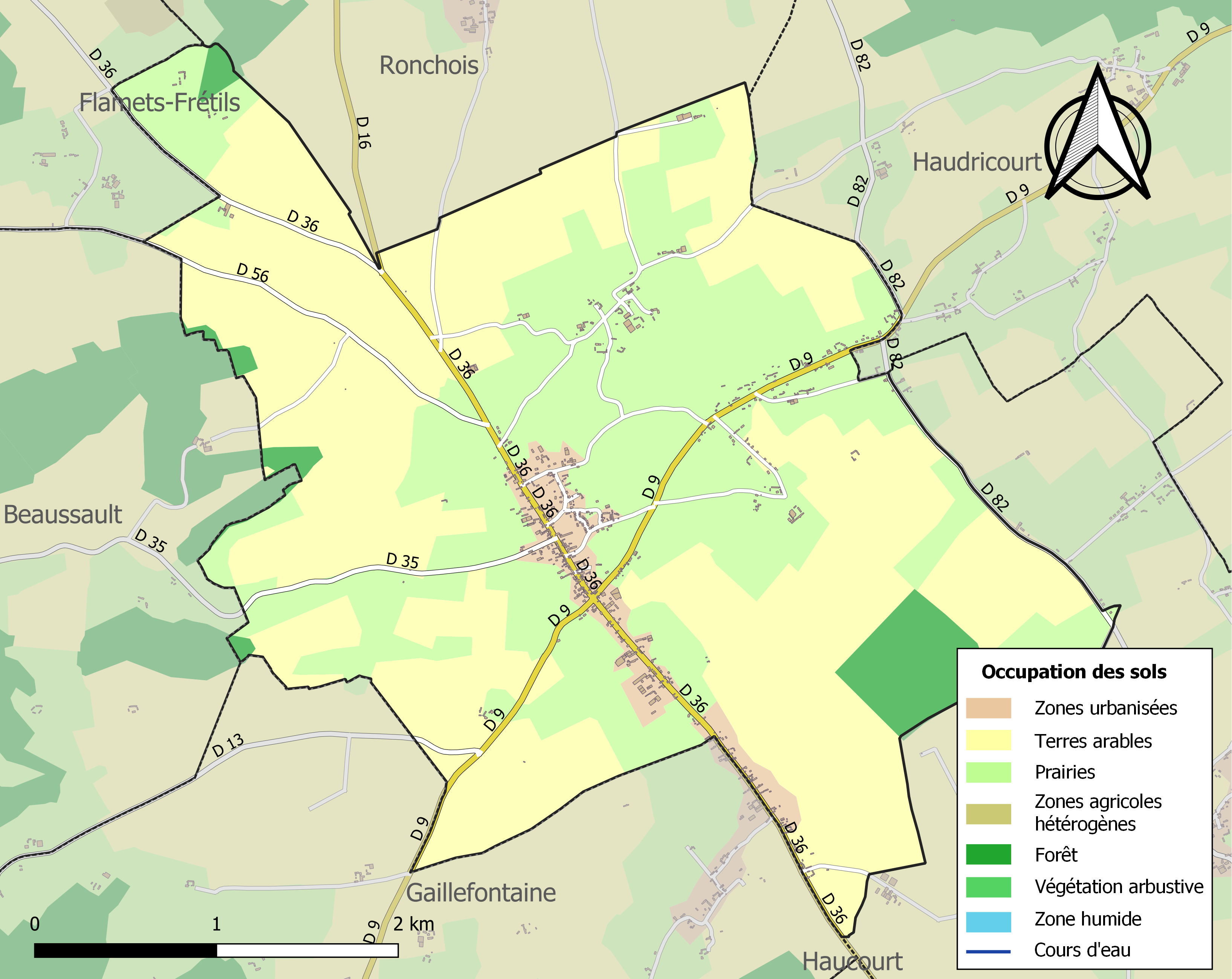
Carte des infrastructures et de l'occupation des sols de la commune en 2018 (CLC).

## Toponymie
Le nom de la localité est attesté sous la forme latinisée (à l'accusatif singulier) Contevillam vers 1025 et / ou au XIIe siècle.
Il s'agit d'une formation toponymique médiévale en -ville au sens ancien de « domaine rural », précédé du mot comte (ancien français cons, cuens au cas sujet singulier, conte au cas régime singulier) qui a conservé son ancienne graphie conte. François de Beaurepaire évoque la possibilité d'un rapport avec le titre primitif de comte que portaient les premiers ducs de Normandie ou d'un lien avec le comte d'Aumale. Mais il peut s'agir plus simplement de la propriété d'un personnage surnommé Le Comte (le nom de famille Lecomte étant par ailleurs fréquent en Normandie).

## Histoire
Le village a été bâti sur le tracé de l'ancienne voie romaine reliant Dieppe à Beauvais, et des tuiles antiques ont été retrouvées à plusieurs endroits de la commune.
Le territoire a possédé plusieurs mottes féodales, dont une vers Gaillefontaine et Criquiers, mentionnée en 1871 comme détruite. Une autre motte, très élevée et dénommée le Catel ou le Château, dont le diamètre au sommet atteignait 30 m, constituait l'origine de l'ancienne ligne de défense appelée "le le fossé du Roy", édifiée au cours du XIIe siècle aux confins du duché de Normandie et du royaume de France. Cet ouvrage, long de 12 kilomètres, traverse Ronchois, Illois, le Mesnil-David et Sainte-Beuve, pour finir à Bétonval, est édifié en retrait d'Aumale, entre Gaillefontaine et la basse forêt d'Eu.
Vers le XVe siècle existait au village une ancienne verrerie dénommée Gandos.

## Politique et administration

### Rattachements administratifs et électoraux
La commune se trouve depuis 1926 dans l'arrondissement de Dieppe du département de la Seine-Maritime. Pour l'élection des députés, elle fait partie depuis 2012 de la sixième circonscription de la Seine-Maritime.
Elle faisait partie depuis 1801 du canton d'Aumale. Dans le cadre du redécoupage cantonal de 2014 en France, Conteville est désormais rattachée au canton de Gournay-en-Bray

### Intercommunalité
Conteville était membre de la communauté de communes du canton d'Aumale, créée fin 2001.
La loi portant nouvelle organisation territoriale de la République (Loi NOTRe) du 7 août 2015 prescrivant, dans le cadre de l'approfondissement de la coopération intercommunale, que les intercommunalités à fiscalité propre doivent, sauf exceptions, regrouper au moins 15 000 habitants, l'intercommunalité a fusionné avec sa voisine pour former, le 1er janvier 2017, la communauté de communes interrégionale Aumale - Blangy-sur-Bresle dont Conteville est désormais membre.
.

### Liste des maires
| Période                                  | Période                    | Identité             | Étiquette | Qualité                                      |
| ---------------------------------------- | -------------------------- | -------------------- | --------- | -------------------------------------------- |
| 1800                                     | 1808                       | Pierre Jean          |           |                                              |
| 1808                                     | 1826                       | Pierre Jean Delion   |           |                                              |
| 1826                                     | 1831                       | P. Dron              |           |                                              |
| 1831                                     | 1835                       | Jean Jacques Crevel  |           |                                              |
| 1835                                     | 1847                       | Jacques Brument      |           |                                              |
| 1847                                     | 1848                       | P. Dron              |           |                                              |
| 1848                                     | 1850                       | Pierre Delion        |           |                                              |
| 1851                                     | 1854                       | x Delion-Vitet       |           |                                              |
| 1854                                     | 1866                       | François Dron        |           |                                              |
| 1866                                     | 1897                       | Isidore Tétard       |           |                                              |
| 1897                                     | 1900                       | Louis Bourlé         |           |                                              |
| 1900                                     | 1927                       | Gabriel Monnoye      |           |                                              |
| 1928                                     | 1931                       | Albert Leveque       |           |                                              |
| 1931                                     | 1933                       | Georges Barnabé      |           |                                              |
| 1934                                     | 1940                       | Alfred Buignet       |           | Démissionnaire sous le gouvernement de Vichy |
| Les données manquantes sont à compléter. |                            |                      |           |                                              |
| 1944                                     | 1945                       | Alfred Buignet       |           |                                              |
| 1945                                     | 1952                       | Oscar Cossard        |           |                                              |
| 1952                                     | 1954                       | Rémond Chaplot       |           |                                              |
| 1954                                     | 1977                       | Edmond Duclos        |           |                                              |
| 1977                                     | 1983                       | Joseph Gourguechon   |           |                                              |
| 1983                                     | 1996                       | Raymond Chaplot      |           | Décédé en fonction                           |
| mars 1996                                | mai 2020                   | Yolaine Féron        |           |                                              |
| juillet 2020                             | En cours (au 10 août 2020) | Jean-Pierre Courtois |           |                                              |

## Population et société

### Démographie
L'évolution du nombre d'habitants est connue à travers les recensements de la population effectués dans la commune depuis 1793. Pour les communes de moins de 10 000 habitants, une enquête de recensement portant sur toute la population est réalisée tous les cinq ans, les populations de référence des années intermédiaires étant quant à elles estimées par interpolation ou extrapolation. Pour la commune, le premier recensement exhaustif entrant dans le cadre du nouveau dispositif a été réalisé en 2005.

En 2022, la commune comptait 504 habitants, en évolution de +1,41 % par rapport à 2016 (Seine-Maritime : +0,35 %, France hors Mayotte : +2,11 %).
| 1793 | 1800 | 1806 | 1821 | 1831 | 1836 | 1841 | 1846 | 1851 |
| ---- | ---- | ---- | ---- | ---- | ---- | ---- | ---- | ---- |
| 650  | 639  | 698  | 707  | 736  | 756  | 740  | 730  | 714  |

| 1856 | 1861 | 1866 | 1872 | 1876 | 1881 | 1886 | 1891 | 1896 |
| ---- | ---- | ---- | ---- | ---- | ---- | ---- | ---- | ---- |
| 649  | 628  | 670  | 642  | 610  | 580  | 572  | 582  | 566  |

| 1901 | 1906 | 1911 | 1921 | 1926 | 1931 | 1936 | 1946 | 1954 |
| ---- | ---- | ---- | ---- | ---- | ---- | ---- | ---- | ---- |
| 567  | 575  | 521  | 523  | 508  | 534  | 514  | 524  | 489  |

| 1962 | 1968 | 1975 | 1982 | 1990 | 1999 | 2005 | 2006 | 2010 |
| ---- | ---- | ---- | ---- | ---- | ---- | ---- | ---- | ---- |
| 543  | 504  | 447  | 401  | 460  | 454  | 462  | 470  | 526  |

| 2015 | 2020 | 2022 | - | - | - | - | - | - |
| ---- | ---- | ---- | - | - | - | - | - | - |
| 501  | 497  | 504  | - | - | - | - | - | - |

En 1722, on comptait 126 feux fiscaux à Conteville, en y intégrant le hameau de Neuville-Gouvion.

### Manifestations culturelles et festivités
Le comité des fêtes organise fin juillet une importante brocante, dont la 19e édition a réuni 80 exposants sur un linéaire d'environ km en juillet 2018. Une petite fête foraine est organisée chaque année en début septembre, parfaite pour les jeunes et un défilé passe par la ville ce même jour.

## Culture locale et patrimoine

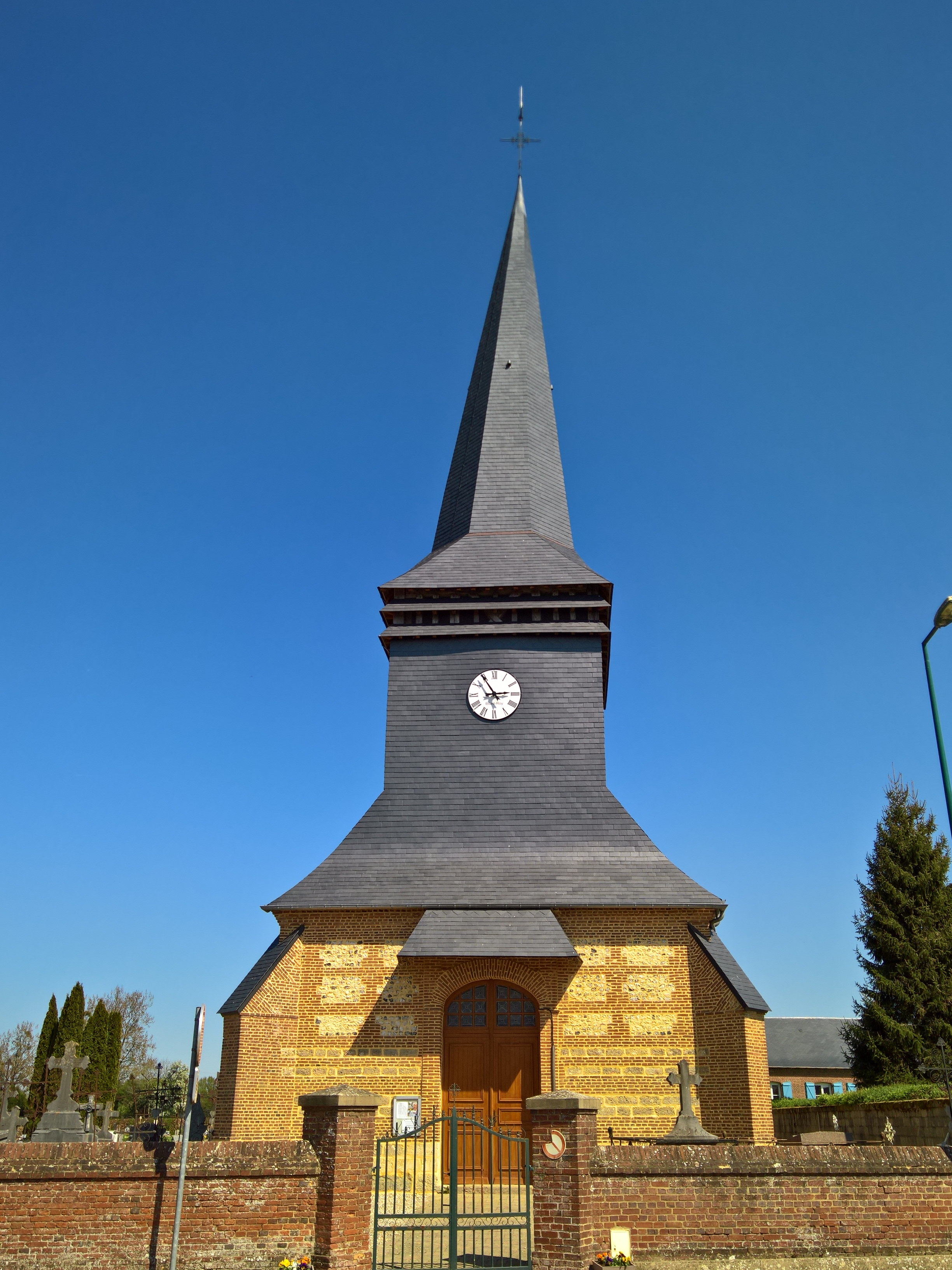
L"église Saint-Nicolas

### Lieux et monuments
- Église Saint-Nicolas, construite en briques et silex, date de 1776[16].

- Chapelle du Dieu-de-Pitié.
- le fossé du Roy.

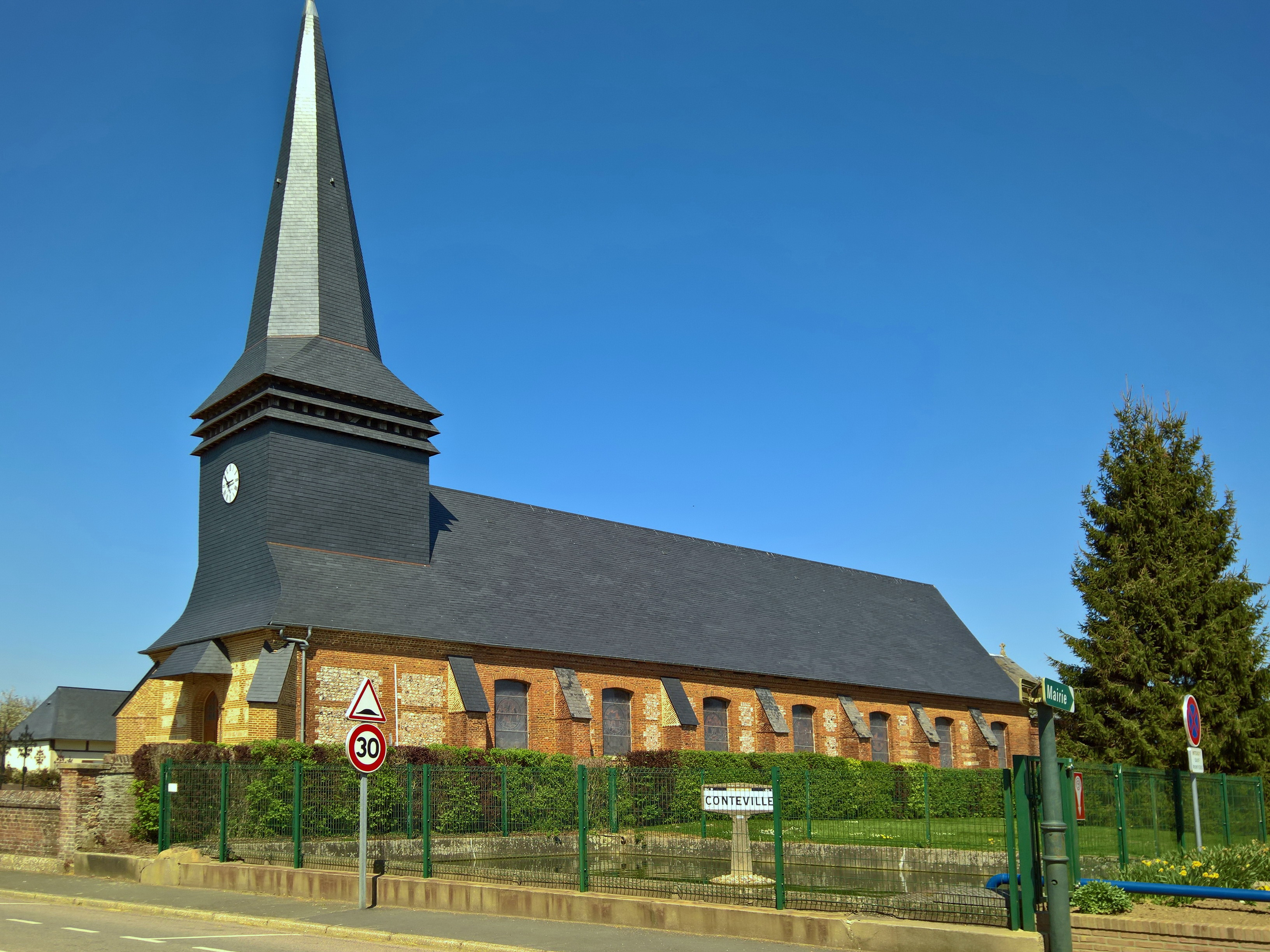
L'église Saint-Nicolas

L'ancienne ligne de défense appelée "le le fossé du Roy", et bordé d'arbres à des endroits où il peut atteindre 7 à 8 mètres de profondeur.
Ses traces sont encore bien visibles sur la route reliant la Neuville-Gouvion à Ronchois (profondeur jusqu'à 8 m). 
Le site a été remis à jour par l'association « Détours en Bresle » entre les années 2005 et 2008.
- Motte féodale très bien conservée, à la Neuville-Gouvion (propriété privée).

### Personnalités liées à la commune
- Antoine Defer (1762-1858), curé de Saint-Martin-de-Boscherville, chevalier de la Légion d'honneur, né à Conteville[26].